# Cajeta singularis
Cajeta singularis är en insektsart som beskrevs av Stsl 1866. Cajeta singularis ingår i släktet Cajeta och familjen kilstritar. Inga underarter finns listade i Catalogue of Life.